# Ljubomir Simović
Ljubomir Simović (en serbe en écriture cyrillique : Љубомир Симовић), né le 2 décembre 1935 à Užice (banovine de la Drina, royaume de Yougoslavie) et mort le 17 avril 2025 à Belgrade (Serbie), est un poète yougoslave puis serbe.

## Biographie
Ljubomir Simović suit des études à Užice puis à la Faculté de Lettres de Belgrade.
Sa vie se partage entre Belgrade, où il anime une émission de radio sur la poésie, et Užice, dans une petite maison qu'il possède dans les bois, lieu d'observations de la nature et d'écriture. Violemment anti-communiste, il déteste aussi les hommes politiques en général.[réf. nécessaire]
Depuis 1994, il est membre de l'Académie serbe des Sciences et des Arts.
Ljubomir Simović meurt le 17 avril 2025 à Belgrade, à l’âge de 89 ans. 

## Œuvres
Ljubomir Simović est l'un des plus importants poètes contemporains (il a publié une dizaine de recueils) mais refuse que ses poèmes soient traduits car il les considère comme intraduisibles.
Il a aussi écrit un essai, Le Double Fond, et des pièces de théâtre : Hasanaginits (Hasanaginica, 1974), Le Miracle à Sharga (Čudo u Šarganu, 1975) et Le Théâtre ambulant Šopalović (Putujuće pozorište Šopalović, 1985).